# Variabele condensator

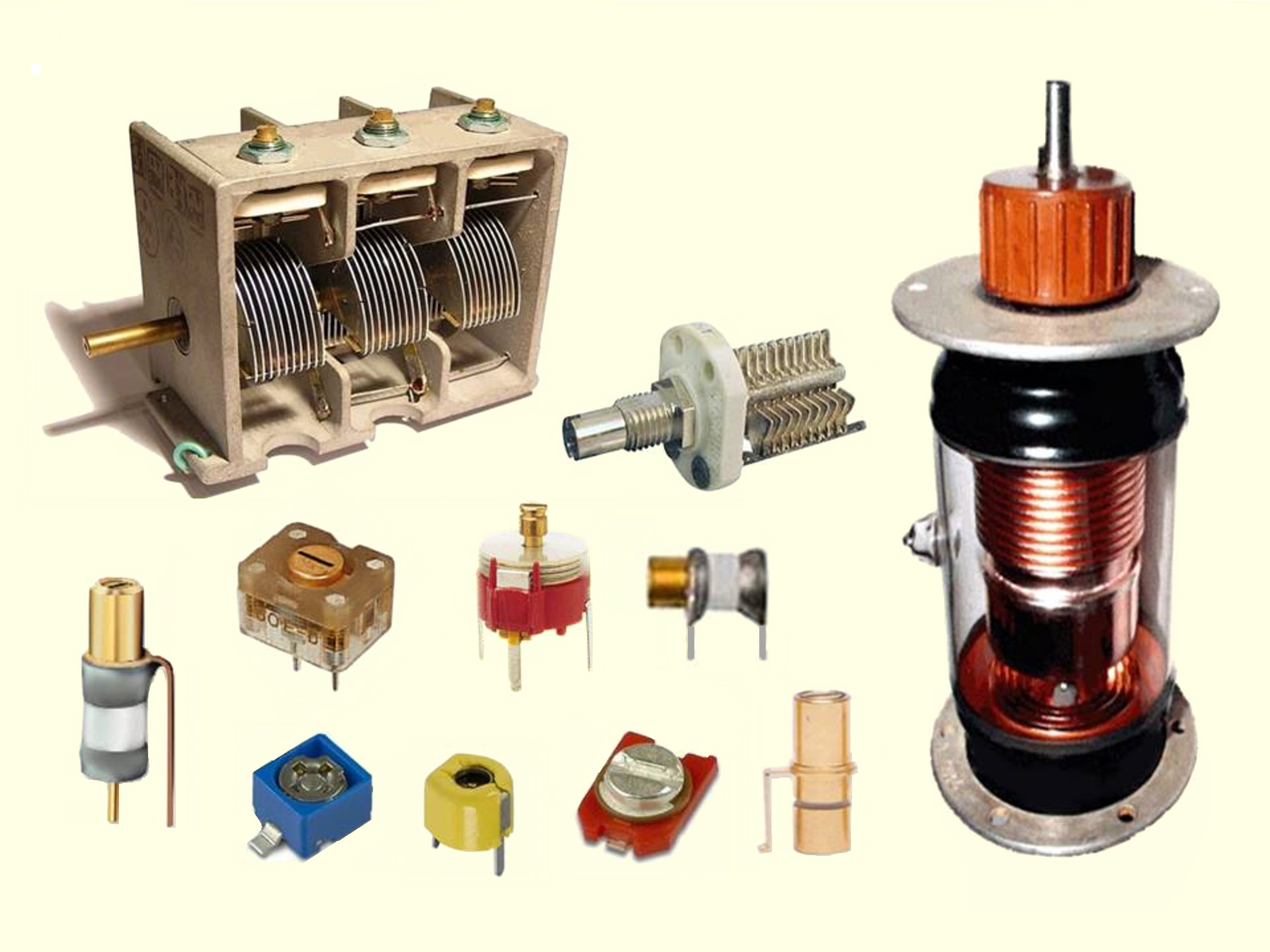
Mechanische variabele condensatoren

Een variabele condensator is een condensator waarvan de capaciteit binnen bepaalde grenzen traploos instelbaar is. Dergelijke condensatoren worden voornamelijk toegepast in filters en oscillatoren voor het afstemmen van zenders en ontvangers, en voor het aanpassen van impedantie.
Er zijn mechanische en elektronische variabele condensatoren.

## Mechanisch variabele condensatoren
De mechanische typen behoren tot de passieve componenten en kunnen onderscheiden worden in draaicondensatoren, die gebruikt worden voor de afstemming van zenders en ontvangers, en trimmers, die voor eenmalige fijnafstemming bedoeld zijn. Ook zijn er vacuümcondensatoren voor apparaten met grote vermogens. De meeste draaicondensatoren hebben slechts historische betekenis. Trimmers vinden nog toepassing en zijn er in allerlei uitvoeringen.

## Elektronisch variabele condensatoren
Elektronisch variabele condensatoren behoren tot de actieve componenten en gebruiken elektrische eigenschappen om een reproduceerbare variabele capaciteit te verkrijgen. Ze omvatten
- Capaciteitsdioden (varicaps), waarbij de elektrodeafstand en dus de capaciteit worden gevarieerd door de dikte van de uitputtingszone te veranderen.
- Diëlektrisch variabele condensatoren, bijvoorbeeld geïntegreerde variabele BST-condensatoren of BST-varactors, waarvan het speciale kenmerk het diëlektricum is dat is gemaakt van het ferro-elektrische materiaal barium-strontium-titanaat (BST). BST heeft een relatief hoge relatieve permittiviteit, die afhangt van de veldsterkte in het diëlektricum. De capaciteit van de BST-varactoren is afhankelijk van de aangelegde spanning.
- Digitaal variabele condensatoren zijn opstellingen van verschillende geïntegreerde condensatoren in geïntegreerde schakelingen van verschillende halfgeleiders. Via digitaal gecodeerde schakelaars worden de condensatoren zodanig in serie en parallelgeschakeld dat een gewenste capaciteitswaarde wordt bereikt.
- Elektrisch variabele MEMS-condensatoren, waarin van de Coulombkracht wordt gebruikgemaakt om de afstand tussen tegengesteld geladen beweegbare elektroden elkaar te variëren als een spanning wordt aangelegd, en zo elektrisch instelbare capaciteitswaarden te genereren.

Elektrisch variabele condensatoren worden voornamelijk gebruikt in draagbare ontvangers met een klein vermogen. Hun toepassing strekt zich uit in het bereik van zeer hoge en zeer hoge frequenties tot enkele 100 GHz.